# Pablo O. Tecson
Pablo O. Tecson (San Miguel de Mayumo, 4 juli 1859 - Manilla, 30 april 1940) was een Filipijns revolutionair. Na de Filipijnse Revolutie was hij gouverneur en later directeur van het Bureau of Agriculture. Tecson is een neef van Pablo R. Tecson. Beiden waren aanwezig op het Malolos Congres.

## Biografie
Pablo Tecson werd geboren op 4 juli 1859 in San Miguel de Mayumo in de Filipijnse provincie Bulacan. Zijn ouders waren Tiburcio Tecson en Paula Ocampo. Tecson studeerde aan het Colegio de San Juan de Letran, maar kon zijn studie niet afmaken door de dood van zijn ouders. Terug in zijn geboorteplaats was hij elf jaar cabeza de barangay en later was hij kapitein van de lokale politie (cuadrilleros). In deze functie trad hij op tegen lokale bandieten en criminelen. Vanaf april 1890 werkte hij voor de redactie van het religieuze tijdschrift Patnubay nang Catolico. Toen de Filipijnse revolutie uitbrak was hij officier in de Spaanse Guardia Civil.
Tecson sloot zich in de aanloop naar de Filipijnse revolutie aan bij de Katipunan en richtte een lokale afdeling van de beweging op. Tijdens de tweede fase van revolutie deed hij op 25 mei 1898 als kapitein mee aan de Slag bij San Miguel. Later voerde hij diverse succesvolle aanvallen uit op Spaanse troepen, waarbij wapens en munitie werd buitgemaakt. Hij werd daarop door generaal Gregorio del Pilar tot kolonel bevorderd. Later voerde hij het bevel bij de Slag bij Quingua op 23 april 1899. Hij delegatielid op het Malolos Congres en vertegenwoordigde daar de provincie Cagayan. Na de uitbraak van de Filipijns-Amerikaanse Oorlog vocht hij tegen de Amerikaanse troepen in Bulacan. In die periode verslechterde zijn gezondheid en werd hij belast met de verzorging van krijgsgevangenen.
Na de revolutie werd Tecson op 4 maart 1902 benoemd tot gouverneur van Bulacan. In 1904 werd hij herkozen. Datzelfde jaar was hij bovendien een van de leden van de Filipijnse commissie op de Louisiana Purchase Exposition in Saint Louis. Na het einde van zijn termijn in 1906 was hij actief in de landbouw en een van de aanjagers van de lokale zijde-industrie. Naar aanleiding daarvan werd hij op 1 augustus 1907 aangesteld als superintendent op het Bureau of Agriculture, het latere ministerie van landbouw. Op 23 mei 1911 diende hij wegens slechte gezondheid zijn ontslag in.  Pablo Tecson overleed in 1940 op 80-jarige leeftijd in de Filipijnse hoofdstad Manilla Tecson was eerst getrouwd met Juana Mendoza en trouwde in 1932 met Tomasa Bulos. Met zijn eerste vrouw kreeg hij een zoon: Vicente. Met zijn tweede vrouw had hij ook meerdere kinderen.